# 陈元达 (十六国)
陈元达（？—316年），字长宏，西晋匈奴后部人。本姓高，以生月妨父，故改云陈。

## 生平
刘渊称汉王，都离石，陈元达为黄门郎。刘聪即位，任命他为廷尉。为官清廉忠简，屡次进谏言。刘聪立刘娥为皇后，为她修建皇仪殿，陳元達以为此事奢侈而劝阻。刘聪十分生气，要杀了陳元達。陈元达把自己鎖在樹上。刘皇后密敕左右停刑，恳切地为陳元達求情，刘聪才没有处罚陳元達，而升陳元達为御史大夫，陈元达更得重用。刘聪后期，朝政紊乱，陈元达忧虑而死。

## 传記資料
- 《晋书》卷一百零二